# Pont Kongolo
Le pont Kongolo est un pont ferroviaire et routier en porte-à-faux qui traverse la rivière Lualaba, et est l'un des deux seuls ponts majeurs (l'autre étant le pont Matadi ) à traverser n'importe quel affluent du bassin du fleuve Congo. Il a été construit par les Belges en 1939 et reconstruit en 1968 sous le régime du Maréchal Mobutu par l'ingénieur allemand Erich F. Weigl. Il est situé près de la ville de Kongolo. 
La largeur de la rivière Lualaba est d'environ 440 mètres, tandis que la travée principale du pont est de 70 mètres et 5 mètres de large pour tout le trafic, y compris les rails à double voie. 

## Voir également
- Liste des ponts rail-route